# 少林寺 (埼玉県寄居町)
少林寺（しょうりんじ）は、埼玉県大里郡寄居町にある曹洞宗の寺院。

## 歴史
1511年（永正8年）、藤田康邦または父の藤田国村の開基である。康邦は花園城の城主であった。開山は大洞存奝である。
開山の大洞存奝は五百羅漢像の造立を発願していたが、成就することができなかった。成就するのは300年も後の1832年（天保3年）、第24世住職大純萬明のときである。
江戸本所にあった五百羅漢寺（現在は東京都目黒区に移転）の像が手本となっている。

## 交通アクセス
- 波久礼駅より徒歩21分。